# Eden's Bridge
Eden's Bridge (lett. in lingua italiana Ponte dell'Eden) è una christian rock band britannica originaria dello Yorkshire, Inghilterra.
Attiva dal 1997, ha in repertorio brani di musica celtica, folk rock e progressive rock. Fra le canzoni interpretate dal gruppo figura anche Turn! Turn! Turn! (to Everything There Is a Season), brano di Pete Seeger degli anni sessanta il cui testo è tratto dal libro biblico dell'Ecclesiaste e che rielaborato in chiave folk-rock è stato portato al successo dai Byrds e inserito nel loro album omonimo.
Secondo Artistdirect.com i primi album pubblicati dal gruppo - Celtic Psalms e Celtic Worship - sono stati i primi di genere celtico a figurare nelle Top 100 Christian Albums charts compilate da Billboard.

## Componenti
I componenti base del gruppo - che suonano ciascuno più strumenti tipici utilizzati per la musica celtica - sono:
- Sarah Lacy (voce)
- Richard Lacy (pianoforte, tastiere, organo Hammond, cori)
- Jon Large (basso elettrico)
- Terl Bryant (percussioni)
- David Bird (chitarra acustica e chitarra elettrica a sei o dodici corde)
- Troy Donockley (Uillean pipes e tin whistle)

Al gruppo di aggiungono occasionalmente Simon Goodall ai cori e Simon Wood allo tin whistle.

## Discografia parziale

### EMI Celtic-series 1995-98
- Celtic Worship 1995
- Celtic Psalms 1996
- Celtic Praise 1997
- Celtic Christmas 1998
- Celtic Worship 2 1998
- Celtic Reflections on Hymns 1998

### Altre incisioni
- Celtic Lullabies 1998
- Celtic Journeys: All in a Life 1999
- Isle of Tides 2002
- Live - in a little room 2003
- New Celtic Worship 2005
- Irish Christmas 2007

## Ulteriori progetti
- Simeon Wood and Richard Lacy: Ear To The Ground 2003
- Northern Lights: The View From The North 2006